# Variante épsilon del SARS-CoV-2
La variante Épsilon (ε) del virus SARS-CoV-2, también conocida como linaje B.1.427 o B.1.429, es una variante del virus responsable de la nueva enfermedad de la COVID-19. Fue detectada por primera vez en Estados Unidos en julio de 2020. Un año más tarde, la Organización Mundial de la Salud (OMS) dejó de considerarla como variante de interés, con base en las clasificaciones del mismo órgano.

## Historia
Epsilon (CAL.20C) fue descubierta por primera vez en julio de 2020 por investigadores del Centro Médico Cedars-Sinaí, ubicado en California, en una de las 1230 muestras de virus recolectadas en el condado de Los Ángeles desde el inicio de la epidemia de COVID-19 en los Estados Unidos. No se volvió a detectar hasta septiembre, cuando reapareció entre las muestras en California, pero los números se mantuvieron muy bajos durante los dos meses subsecuentes. Fue hasta noviembre de 2020, cuando la variante Epsilon representó el 36 por ciento de las muestras recolectadas en el Centro Médico Cedars-Sinai, y para enero de 2021, la variante Epsilon representó el 50 por ciento de las muestras.
En un comunicado de prensa conjunto emitido por la Universidad de California en San Francisco; el Departamento de Salud Pública de California y el Departamento de Salud Pública del Condado de Santa Clara se anunció que la variante también se detectó en varios condados del norte de California. De noviembre a diciembre de 2020, la frecuencia de la variante en casos secuenciados del norte de California aumentó del 3% al 25%.
Para julio de 2021, la variante Epsilon se había detectado en 45 países, según GISAID. Después de un aumento inicial, su frecuencia se redujo rápidamente a partir de febrero de 2021, ya que estaba siendo superada por la variante Alfa, reconocida como más transmisible. En abril, Epsilon seguía transmitiéndose de manera relativamente frecuente en partes del norte de California, pero prácticamente había desaparecido del sur del estado y nunca había podido establecerse en otro lugar como variante extendida; sólo el 3,2% de todos los casos en los Estados Unidos eran épsilon, mientras que para entonces más de dos tercios eran alfa.
De acuerdo con los Centros para el Control y Prevención de Enfermedades (CDC por sus siglas en inglés), la variante Epsilon tenía un 20% más de transmisibilidad en comparación del virus original, sin embargo debido a su reducción de contagio fue descartada como variante de interés por la OMS un julio de 2021. Con base en la misma instancia, tres mutaciones de la variante Epsilon reducirían de dos a 3.5 veces la potencia neutralizadora de los anticuerpos inducidos por las vacunas ARN mensajero, así como de los adquiridos por infecciones previas del virus SARS-CoV-2.